# Kristaps Porziņģis
Kristaps Porziņģis (Liepāja, 2 de agosto de 1995) es un jugador de baloncesto letón que pertenece a la plantilla de los Atlanta Hawks de la NBA. Con 2,18 metros de estatura, juega en la posición de ala-pívot.

## Trayectoria

### Inicios
Se inicia en el Liepajas Lauvas de su país natal y con 15 años recala en el CB Sevilla donde se forma en el cadete, júnior y el equipo EBA del conjunto sevillano.
En la temporada 13-14, con un entrenador acostumbrado a trabajar con jóvenes como Aito García Reneses, tuvo un papel relevante en el CB Sevilla, con solo 18 años, realizando actuaciones destacadas que llaman la atención, siendo comparado por el tipo de juego que hace y características físicas con Pau Gasol y Dirk Nowitzki.

### Profesional

#### NBA
New York Knicks (2015-2019)

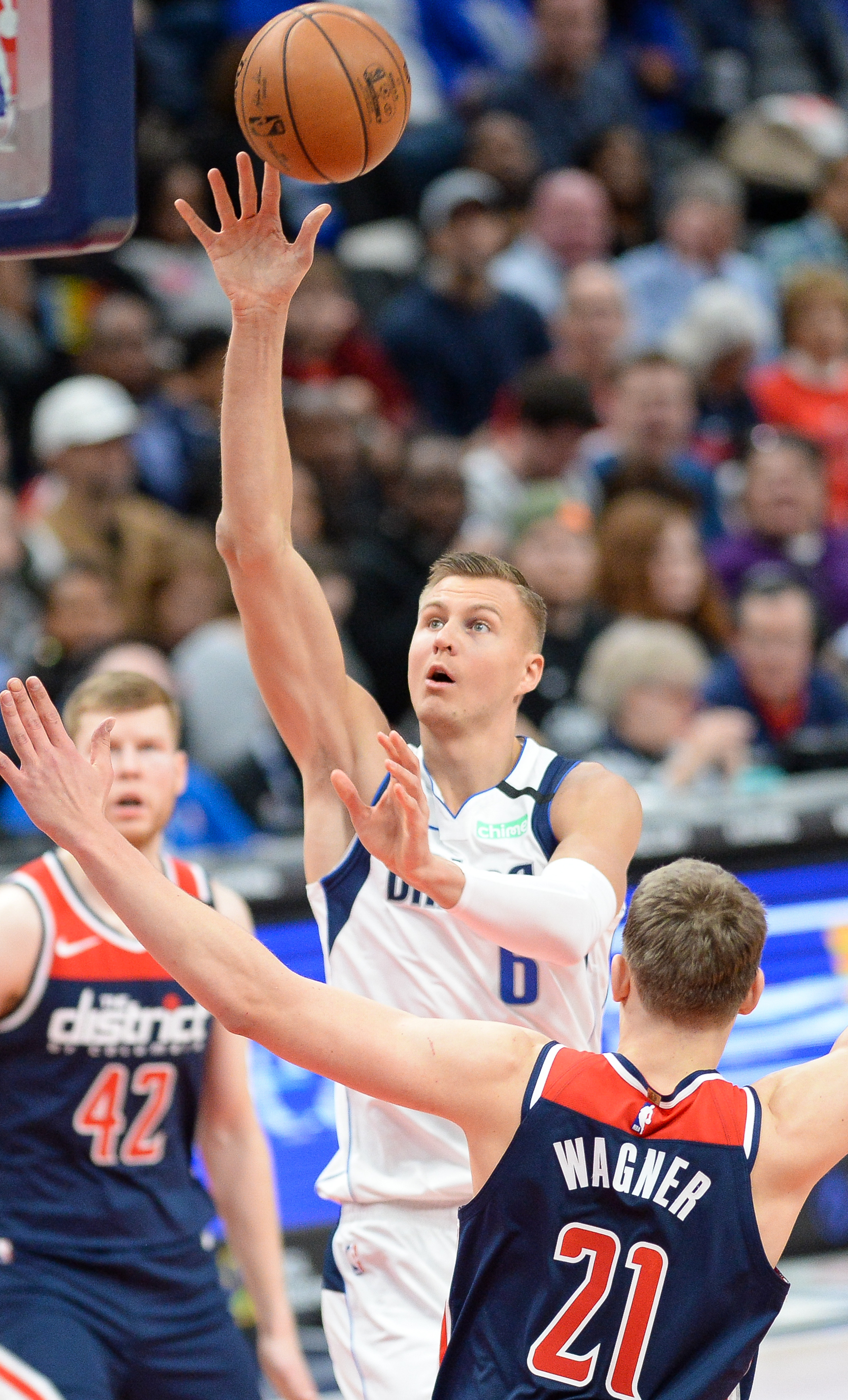
Porziņģis con Dallas en 2020.

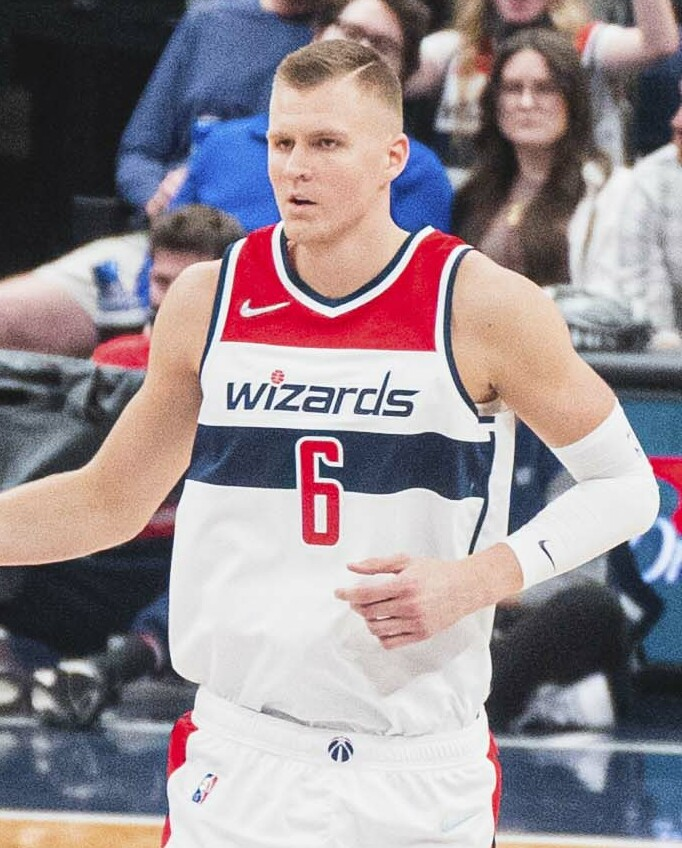
Porzingis con los Wizards en 2022.

Fue elegido en la cuarta posición del Draft de la NBA de 2015 por los New York Knicks, equipo con el que firmó en julio de 2015.
Realizó una gran temporada como rookie en la NBA, jugando de titular los 72 partidos que disputó de temporada regular y afianzándose como ídolo en la ciudad de Nueva York. En un partido contra Indiana Pacers anotó 40 puntos, su mejor marca hasta ese momento.
En febrero de 2018, después de hacer un mate frente al griego Giannis Antetokounmpo, se lesiona de gravedad con rotura del cruzado anterior de la rodilla izquierda, y por consiguiente se pierde lo que resta de temporada. Hasta la fecha estaba realizando una gran temporada, en la que estaba seleccionado para participar en su primer All Star de la NBA y era el líder en promedio de tapones con 2,4 por partido, además de 22,7 puntos y 6,7 rebotes por encuentro.
Dallas Mavericks (2019-2022)
El 31 de enero de 2019, se hace oficial su traspaso a Dallas Mavericks junto a Tim Hardaway Jr., Courtney Lee y Trey Burke a cambio de Dennis Smith Jr., DeAndre Jordan, Wesley Matthews y dos futuras elecciones de primera ronda del draft.
Washington Wizards (2022-2023)
Durante su tercera temporada en Dallas, el 10 de febrero de 2022, es traspasado a Washington Wizards a cambio de Spencer Dinwiddie y Dāvis Bertāns.
Al comienzo de su segunda temporada con los Wizards, el 28 de noviembre de 2022 anota 41 puntos ante Minnesota Timberwolves. El 8 de marzo de 2023 anota 43 puntos ante Atlanta Hawks, la mejor anotación de su carrera.
Boston Celtics (2023-2025)
Tras temporada y media en Washington, el 21 de junio de 2023, es traspasado a Boston Celtics en un intercambio entre tres equipos. El 2 de julio acuerda una extensión de contrato con los Celtics por 2 años y $60 millones. Debutó el 25 de octubre ante New York Knicks, anotando 30 puntos, máximo histórico de la franquicia para un primer encuentro.
El 17 de junio de 2024 se convierte en campeón de la NBA tras la victoria de Boston en las Finales a Dallas Mavericks (4-1), siendo el primer letón en conseguir un anillo NBA.
Atlanta Hawks (2025-presente)
Tras dos temporadas en Boston, el 24 de junio de 2025 es traspasado a Atlanta Hawks en un intercambio entre tres equipos.

### Selección nacional
Formó parte del equipo júnior de Letonia, participando con la selección Sub-17 y luego formando parte del equipo que disputó el EuroBasket Sub-18 de 2013, donde su equipo finalizó en cuarta posición y él fue incluido en el mejor quinteto del torneo.
Luego formó parte del equipo absoluto de Letonia que disputó el EuroBasket 2017, donde promedió por encuentro 23,6 puntos, 5,9 rebotes y 1,9 tapones (siendo el máximo taponador del torneo). Su equipo perdió en cuartos de final ante, a la postre campeona, Eslovenia, donde anotó 34 puntos.
Tras cinco años de ausencia, en agosto de 2022, regresó al equipo nacional para disputar las ventanas de clasificación para el Mundial de 2023. En dos encuentros promedió 25,5 puntos, 14 rebotes y 3 tapones por encuentro. El equipo logó la clasificación pero, en agosto de 2023, declaró que no disputaría el Mundial por una lesión en el pie.

## Estadísticas de su carrera en la NBA
|  | Denota temporadas en las que fue Campeón de la NBA |

### Temporada regular
| Año     | Equipo     | PJ  | PT  | MPP  | %TC  | %3P  | %TL  | RPP | APP | ROB | TPP | PPP  |
| ------- | ---------- | --- | --- | ---- | ---- | ---- | ---- | --- | --- | --- | --- | ---- |
| 2015-16 | New York   | 72  | 72  | 28.4 | .421 | .333 | .838 | 7.3 | 1.3 | .7  | 1.9 | 14.3 |
| 2016-17 | New York   | 66  | 65  | 32.8 | .450 | .357 | .786 | 7.2 | 1.5 | .7  | 1.9 | 18.1 |
| 2017-18 | New York   | 48  | 48  | 32.4 | .439 | .393 | .793 | 6.6 | 1.2 | .8  | 2.4 | 22.7 |
| 2019-20 | Dallas     | 57  | 57  | 31.8 | .427 | .352 | .799 | 9.5 | 1.8 | .7  | 2.0 | 20.4 |
| 2020-21 | Dallas     | 43  | 43  | 30.9 | .476 | .376 | .855 | 8.9 | 1.6 | .5  | 1.3 | 20.1 |
| 2021-22 | Dallas     | 34  | 34  | 29.5 | .451 | .283 | .865 | 7.7 | 2.0 | .7  | 1.7 | 19.2 |
| 2021-22 | Washington | 17  | 17  | 28.2 | .475 | .367 | .871 | 8.8 | 2.9 | .7  | 1.5 | 22.1 |
| 2022-23 | Washington | 65  | 65  | 32.6 | .498 | .385 | .851 | 8.4 | 2.7 | .9  | 1.5 | 23.2 |
| 2023-24 | Boston     | 57  | 57  | 29.6 | .516 | .375 | .858 | 7.2 | 2.0 | .7  | 1.9 | 20.1 |
| Total   | Total      | 459 | 458 | 30.9 | .459 | .361 | .831 | 7.9 | 1.8 | .7  | 1.8 | 19.7 |

### Playoffs
| Año   | Equipo | PJ | PT | MPP  | %TC  | %3P  | %TL  | RPP | APP | ROB | TPP | PPP  |
| ----- | ------ | -- | -- | ---- | ---- | ---- | ---- | --- | --- | --- | --- | ---- |
| 2020  | Dallas | 3  | 3  | 31.3 | .525 | .529 | .870 | 8.7 | .7  | .0  | 1.0 | 23.7 |
| 2021  | Dallas | 7  | 7  | 33.3 | .472 | .296 | .842 | 5.4 | 1.3 | 1.3 | .7  | 13.1 |
| 2024  | Boston | 7  | 4  | 23.6 | .467 | .345 | .909 | 4.4 | 1.1 | .7  | 1.6 | 12.3 |
| Total | Total  | 17 | 14 | 28.9 | .483 | .370 | .875 | 5.6 | 1.1 | .8  | 1.1 | 14.6 |